# Maquée
La maquée (francización del valón makeye) es un queso fresco de la gastronomía belga de Valonia, y en menor medida del norte de Francia.

## Características
Es un queso que se elabora añadiendo cuajo y levaduras al suero de leche. Pero al contrario que los quesos y las cuajadas no se le permite la solidificación, lo que le confiere una estructura cremosa característica, similar a la del requesón. La maquée se considera libre de grasa, y por esta razón se le añade a veces en el proceso una cierta cantidad para realzar el sabor, por esta razón se comercializa 'frais' con un contenido de un 8%. 
Se comercializa en tarrinas de plástico cerradas.